# Malu Vârtop, Vâlcea
Malu Vârtop este un sat în comuna Bujoreni din județul Vâlcea, Oltenia, România.
În dreptul său, pe drumul european E81 (drumul național DN7 Râmnicu Vâlcea - Sibiu) se află șoseaua către comuna Muereasca, principala atracție a acesteia fiind Mănăstirea Frăsinei.
 Acest articol despre o localitate din județul Vâlcea este deocamdată un ciot. Puteți ajuta Wikipedia prin completarea lui.